# Maurice Feltin
Maurice Feltin (ur. 15 maja 1883 w Delle, zm. 27 września 1975 w Paryżu) – francuski duchowny katolicki, kardynał, arcybiskup Paryża.

## Życiorys
Święcenia kapłańskie przyjął 3 lipca 1909. Podczas I wojny światowej służył jako oficer w armii francuskiej. Został odznaczony Krzyżem Wojennym, Medalem Wojskowym (Médaille Militaire) i Legią Honorową V klasy. 19 grudnia 1927 Pius XI mianował go biskupem Troyes. Został tytularnym biskupem Emesy oraz biskupem koadiutorem Reims. 16 sierpnia 1932 przeszedł na Arcybiskupstwo Sens, a 16 grudnia 1935 Arcybiskupstwo Bordeaux. 15 sierpnia 1949 został dwudziestym trzecim arcybiskupem Paryża. Uczestniczył w obradach Soboru Watykańskiego II. W latach 1964–1969 pełnił funkcję przewodniczącego Konferencji Episkopatu Francji. 12 stycznia 1953 Pius XII wyniósł go do godności kardynalskiej z tytułem prezbitera Santa Maria della Pace. Wziął udział w konklawe wybierających Jana XXIII i Pawła VI. 21 grudnia 1966 z powodu podeszłego wieku zrezygnował z kierowania archidiecezją. Został pochowany w Katedrze Notre-Dame w Paryżu.